# Kostel svatého Jiří (Užice)
Kostel svatého Jiří (srbsky Црква светог Ђорђа/Crkva svetog Đorđa) se nachází ve městě Užice na jihozápadě Srbska. Byl zbudován v letech 1840–1842. V současné době je chráněn jako kulturní památka.

## Historie
Kostel byl zbudován na základě iniciativy místních občanů pro výstavbu nového chrámu. Rychle rostoucí město Užice totiž v první polovině 19. století mělo jen jediný chrám, který byl zasvěcen sv. Markovi. Půjčku ve výši 20 000 grošů žádali občané od srbského knížectví. Udělil jim ji sám kníže Michal Obrenović III. již v době, kdy již započala výstavba zdí kostela. Dva roky po dokončení stavebních prací byl teprve chrám vysvěcen.
Kostel byl několikrát rekonstruován, naposledy v roce 1990, kdy byla zcela obnovena střecha. Tu v současné době tvoří měděné desky.